# Hypostomus cochliodon
Hypostomus cochliodon és una espècie de peix de la família dels loricàrids i de l'ordre dels siluriformes.
Els adults poden assolir els 23 cm de longitud total. Es troba a les conques dels rius Paranà i Paraguai a Sud-amèrica.